# Hanojská opera
Hanojská opera (vietnamsky Nhà hát lớn Hà Nội, francouzsky Opéra de Hanoï) je operní scéna v centru vietnamského hlavního města Hanoje. Byla postavena v období francouzské koloniální vlády v letech 1901 až 1911 v neoklasicistním stylu.

## Budova
Stavba Hanojské opery začala 7. června 1901, tedy relativně krátce po otevření opery v Saigonu v roce 1897. Jako vzor sloužila budova pařížského paláce Garnier, staršího ze dvou zdejších operních domů (1875), který postavil architekt Charles Garnier. Autoři eklektického projektu Broyer, V. Harley, a Francois Lagisquet přenesli Garnierův návrh do Francouzské Indočíny poněkud zjednodušenou, schematickou a ekonomičtější formou.
Na místě vybraném pro budovu se vedle městské brány rozkládala vodní nádrž. Stavitelé čelili mnoha obtížím, protože základy budovy musely být uloženy do nestabilní půdy. Před jejich budováním musela být vodní plocha vysušena a bylo instalováno 30 000 bambusových pilot. Celkové náklady na výstavbu divadla činily 2 miliony franků. Po svém otevření 9. prosince 1911 se Hanojská opera stala jednou z architektonických atrakcí města. Interiér divadla byl zdoben zrcadly, křišťálovými lustry a nechybělo velké mramorové schodiště. Budova vysoká 34 metrů měří na délku 87 m a široká je 30 metrů.
Opera se v historii stala místem několika politických událostí a stejně jako její okolí byla scénou pouličních bojů.
V roce 1997 proběhla modernizace divadla. Hlavní sál získal kapacitu 600 osob, divadelní hala má plochu 1500 m². V budově jsou také dvě konferenční místnosti s kapacitou 100 a 200 osob a dvě nádvoří o rozloze 4000 m².
Hanojská opera poskytla jméno sousednímu hotelu Hilton Hanoi Opera Hotel, který byl otevřen v roce 1999, stejně jako hotelu MGallery Hotel de l'Opera Hanoi (otevřen 2011). Z historických důvodů spojených s válkou ve Vietnamu nebylo vhodné, aby se hotel amerického řetězce Hilton jmenoval „Hanoi Hilton“ – tak totiž byla americkými válečnými zajatci přezdívána věznice Hỏa Lò.

## Historie souboru

### Koloniální éra
Budovu popisuje ve svých memoárech belgická sopranistka Blanche Arral, která zde vystupovala v roce 1902 během čekání na otevření „Hanojské výstavy“. Opera v té době závisela na hostujících umělcích, kteří pro převážně francouzské publikum předváděli francouzský a italský operní repertoár.

### Vietnamská národní opera a balet
Po odchodu Francouzů a založení Vietnamské demokratické republiky byla budova užívána k inscenování divadelních her a hudebních děl vietnamských autorů. Návrat „západního“ operního repertoáru započal uvedením opery Evžen Oněgin ruského skladatele Petra Iljiče Čajkovského v roce 1960 jako součást vietnamsko-sovětské kulturní spolupráce.
V 21. století zde kromě „domovského“ orchestru vystupuje Vietnamský národní symfonický orchestr (s nímž se částečně v obsazení kryje). Mezi slavné operní zpěváky patří absolventka Moskevské státní konzervatoře P. I. Čajkovského, sopranistka Lê Dung, která byla v roce 1993 oceněna titulem lidový umělec (NSND).
Součástí opery je Vietnamský národní balet, který společně s tradičním či moderním vietnamským tancem uvádí i „západní klasiku“ jako například balet Labutí jezero.

## Galerie

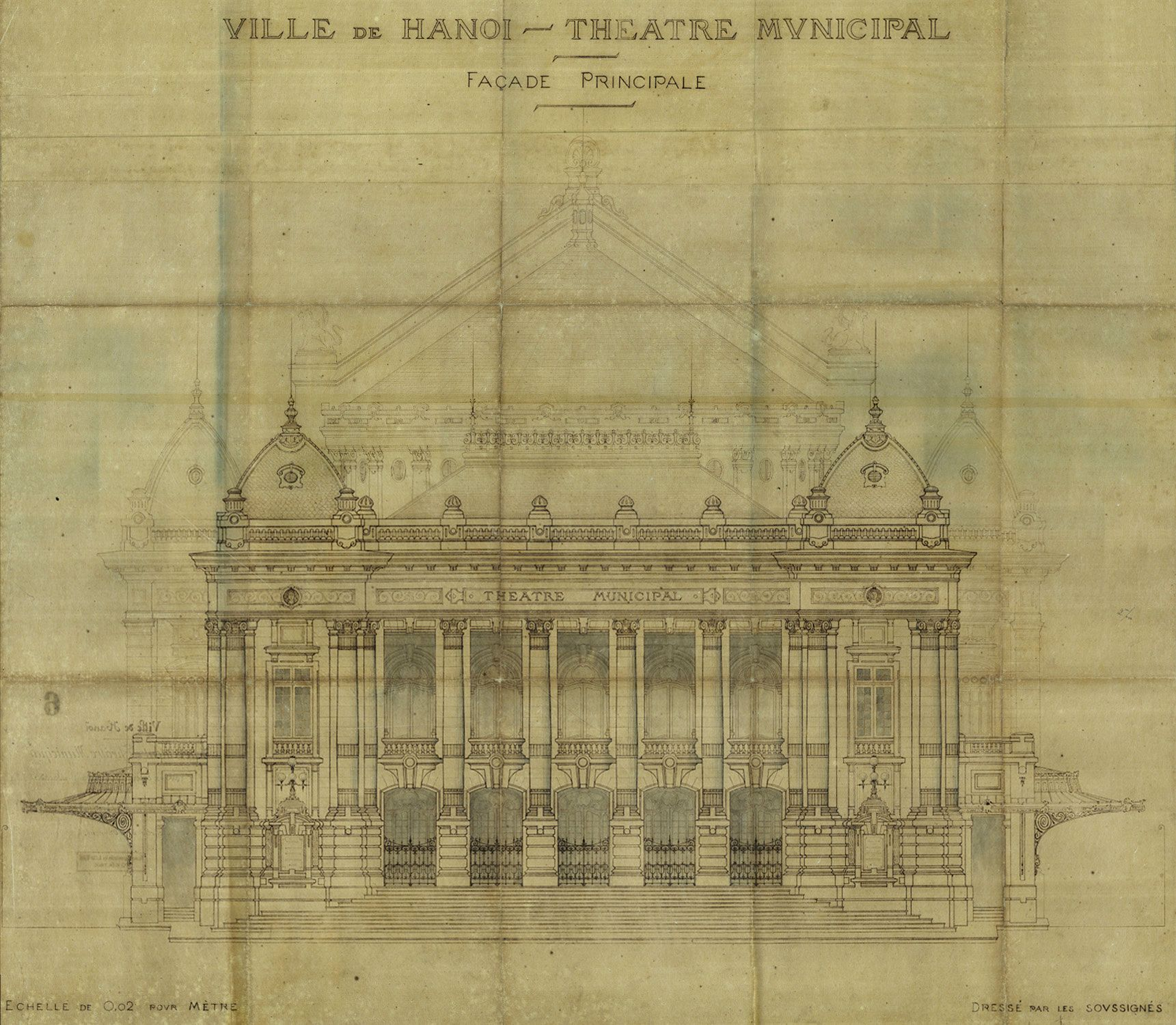
Původní plán budovy
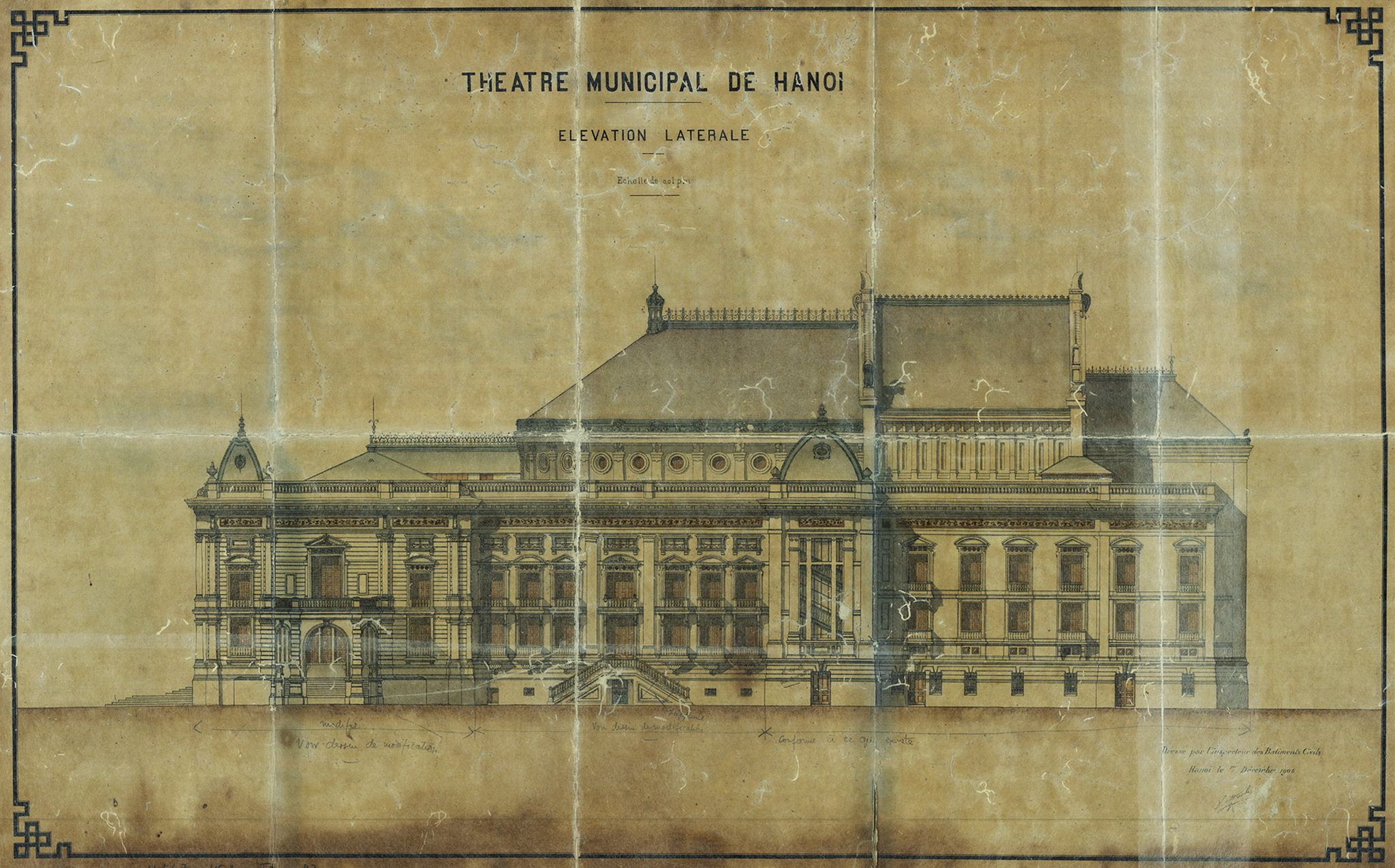
bokorys
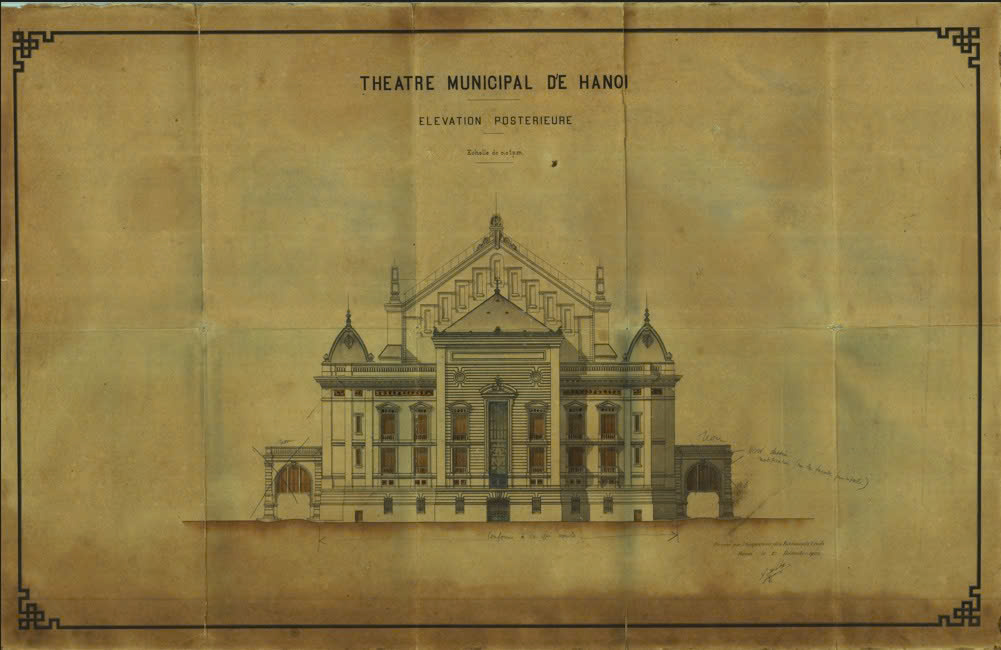
fasáda